# モレノ・トリチェッリ
モレノ・トリチェッリ （Moreno Torricelli、1970年1月23日 – ）は、イタリア エルバ出身で元同国代表のサッカー選手、サッカー監督。現役時代のポジションはDF。

## 経歴
1992-93シーズン開幕前、まだ家具職人とカラテーゼでのプレーを兼業していたときに、ユヴェントスのジョバンニ・トラパットーニ監督（当時）に見いだされ、ユヴェントスに移籍、このシーズンはUEFAカップを制覇した。1994-95シーズンから就任した後任のマルチェロ・リッピ監督にも重宝された。同シーズンはセリエAとコッパ・イタリアを制覇、1995-9シーズン、UEFAチャンピオンズリーグ決勝のアヤックス戦でも先発フル出場して優勝した。
1996-97シーズン、11月のインターコンチネンタルカップ、リーベル・プレート戦の数日前に行われた、マンチェスターユナイテッド戦で負傷、足はメロンの様に膨れ上がっていたが、自身のキャリアで最も重要な試合であると強行出場して優勝を果たした。このシーズンは2度目となるセリエA制覇も果たした。1997-98シーズンにもセリエA制覇に貢献したが、チームは放出を決定した。
1998年にトラパットーニに誘われ、フィオレンティーナに移籍、ここでも大活躍を見せた。その後、エスパニョールを経て、2004年にアレッツォで現役を退いた。
イタリア代表では1996年1月24日にウェールズとの親善試合で代表デビュー、同年のユーロ96ではドイツ戦に途中出場した。出場機会は訪れなかったが、1998年のフランスワールドカップのメンバーにも選出された。
2009年から監督業をスタート。セコンダ・ディヴィジオーネに所属するフィリーネで指揮を執った。ユベントスレジェンドの一員として度々プレーし、日本で開催された試合にも出場している。

## 所属クラブ
- USカラテーゼ 1990-1992
- ユヴェントスFC 1992-1998
- ACフィオレンティーナ 1998-2002
- RCDエスパニョール 2002-2004
- ACアレッツォ 2004-2005

## 代表歴

### 出場大会
- イタリア代表
  - 1998 FIFAワールドカップ

### 試合数
- 国際Aマッチ 9試合 0得点（1996年-1998年）[8]

| イタリア代表 | 国際Aマッチ | 国際Aマッチ |
| 年           | 出場        | 得点        |
| ------------ | ----------- | ----------- |
| 1996         | 5           | 0           |
| 1997         | 3           | 0           |
| 1998         | 1           | 0           |
| 通算         | 9           | 0           |

## 指導歴
- USピストイエーゼ1921 2009
- ASフィリーネ 2009-2010

## タイトル
ユヴェントス
- セリエA: 1994–95, 1996–97, 1997–98
- UEFAチャンピオンズリーグ : 1995-96
- インターコンチネンタルカップ : 1996
- UEFAカップ : 1992-93
- コッパ・イタリア : 1994-95
- スーペルコッパ・イタリアーナ : 1995, 1997
- UEFAスーパーカップ : 1996

フィオレンティーナ
- コッパ・イタリア : 2000-01